# Pseudamastus lalannei
Pseudamastus lalannei là một loài bướm đêm thuộc phân họ Arctiinae, họ Erebidae.